# اغچه خرابه
اغچه خرابه، روستایی از توابع بخش مرکزی شهرستان رزن در استان همدان ایران است.

## جمعیت
این روستا در دهستان خرقان قرار دارد و براساس سرشماری مرکز آمار ایران در سال ۱۳۹۵، جمعیت آن ۱۴۲ نفر (۴۴خانوار) بوده‌است.